# Малюнки Валентина Сєрова
Малюнки Валентина Сєрова — галузь творчості російського художника Валентина Сєрова (1865—1911).

## Життєпис

### Патронаж Іллі Рєпіна

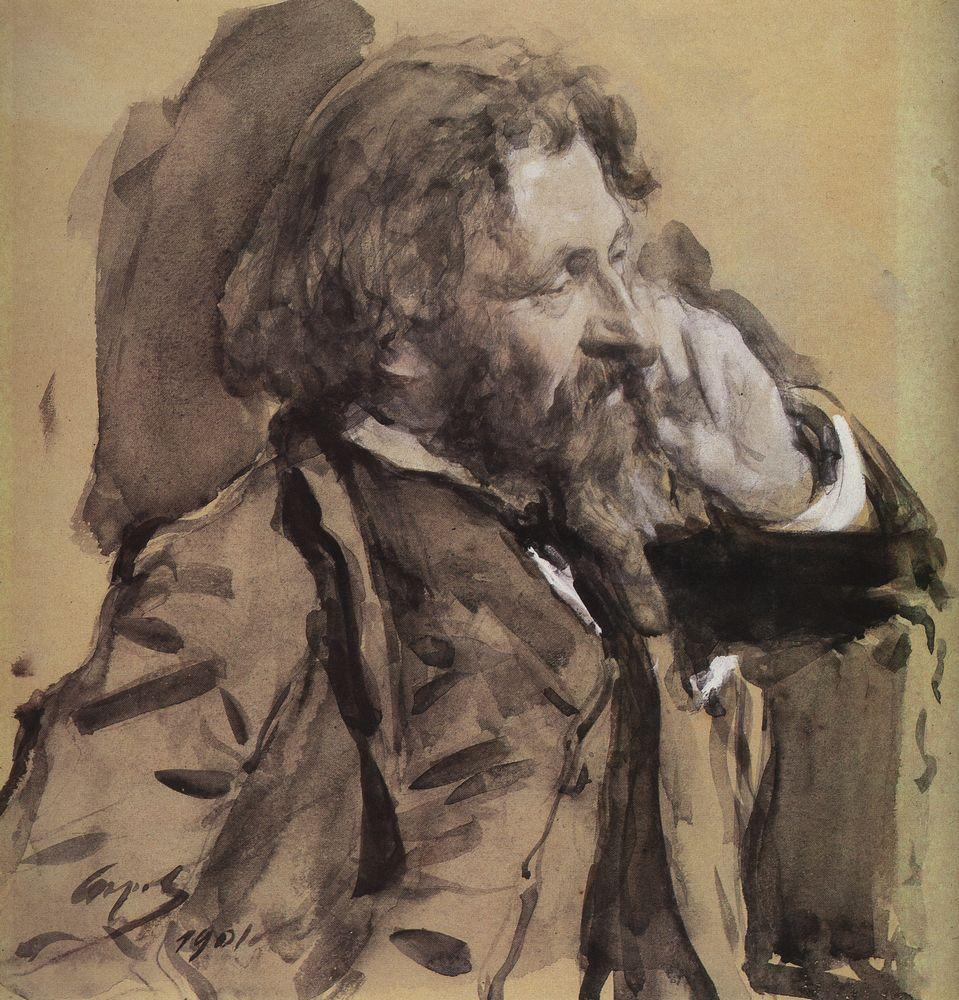
«Портрет Іллі Рєпіна», 1901, Держ. Третьяковська галерея

Валентин Олександрович Сєров народився в артистичній родині. Мати була піаністкою, батько — композитор. Як і в багатьох артистичних родинах, дитина була покинута. Сєрова підлітка пам'ятають похмурим, мовчазним, малоконтактним. Про невеселе дитинство та юність майбутнього художника свідчать і його ранішні графічні автопортрети, яких він зробив декілька.
Хлопець захоплювався малюванням і мати зберігала дитячі малюнки сина, незважаючи на їх недосконалість. У 1874 одинадцятирічного хлопця мати вивезла в Париж. Зустріч з російським художником І. Рєпіним вирішила долю хлопчика. Мати упросила Іллю Рєпіна взяти хлопця учнем і той погодився. Навчання у Рєпіна в Парижі тривало півтора року. Але мати вирішила повернутися на батьківщину і забрала з собою сина. Невдовзі в Росію повернувся і Рєпін, оселившись в Москві. Розірваний зв'язок між художником і учнем відновився лише в 1878, коли навчання у Рєпіна розпочалось знову, тепер вже на батьківщині. Навчання цього разу тривало три роки (юнак Сєров копіював портрети пензля Іллі Юхимовича та навчальні натюрморти). 1880 року він влаштувався на навчання в Імператорську Академію мистецтв.

### Навчання у П. Чистякова. Академічне малювання

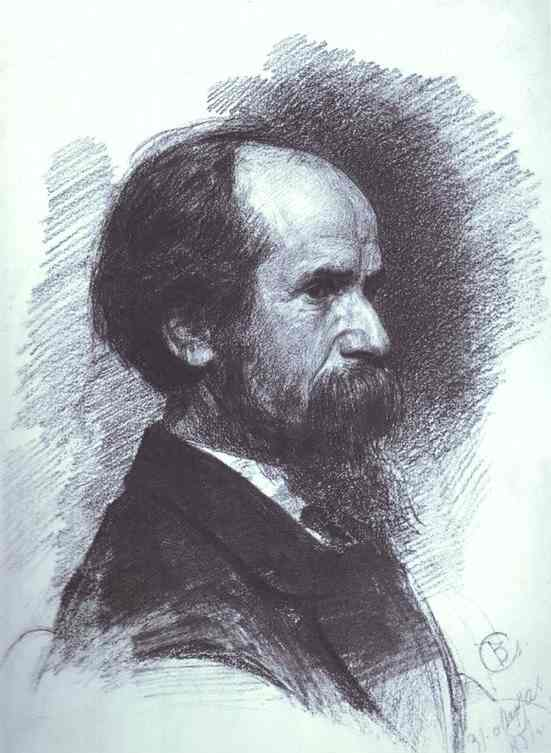
В. Сєров. портрет-малюнок П. П. Чистякова італійським олівцем, 1881

Молодому Сєрову знову пощастило. Бо невдовзі він став учнем другорядного художника і найкращого на той час педагога Академії П. П. Чистякова. Саме у нього пройшов курс малювання Врубель Михайло Олександрович. Майстерність Сєрова (і малювальника, і портретиста, і знавця графічних технік) під керівництвом Чистякова значно підвищилась. Помічав це і Врубель, котрий виробився в одного з найкращих малювальників і акварелістів навчального закладу.
Вже 1881 р. учень Сєров ризикнув і створив портрет-малюнок П. П. Чистякова італійським олівцем, що став помітним досягненням Сєрова-портретиста. Але це був період академічного малювання. Як і в кожній академії, малюнки учнів — це спокійна поза, ретельно і довго пророблений малюнок фігури і особливо голови. Все це притаманно і портрету П. П. Чистякова, дещо учнівському і академічному. Навички узагальнення притаманні і іншим малюнкам Сєрова-студента.
Сєров кохався в тваринах і, особливо, в конях. Його дитячі і юнацькі малюнки рясніють зображеннями коней. 1895 року він отримав замову на ілюстрації до байок Івана Крилова. Так Сєров знову звернувся до малюнків тварин, почав малювати їх в зоопарках та під час відвідин російських селищ.

## Графічні самопортрети
Малюнки Сєрова значно розширились технічно — від швидких замальовок до академічно пророблених творів і малюнків-портретів, де завдання передати індивідуальність — головує, інакше це не портрет конкретної людини. Відсутність моделей спонукає митця малювати автопортрети. Була створена низка графічних автопортретів — від раннього, несміливого в лініях («Автопортрет в 15-річному віці», 1880 р.) до майстерного, з добре проробленим обличчям і першими вусами, з фрагментарністю торсу і артистичною незавершеністю («Автопортрет», 1887 р., графітовий олівець).

«Автопортрет в 15-річному віці», 1880
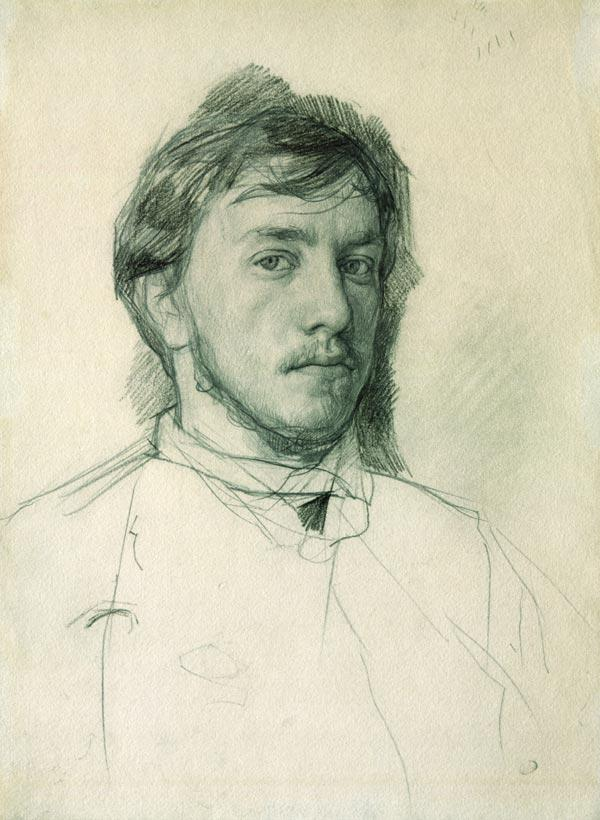
«Автопортрет», 1883, Держ. Російський музей
«Автопортрет», 1887

## Малюнки-портрети
Ще в 1884 залишив Академію і почав працювати самостійно. Досить рано він виробився в непоганого портретиста і вдосконалював майстерність все життя. Явищем в російському мистецтві того часу стануть практично два юнацькі портрети його пензля, коли він зажадав малювати лише позитивне, лише радісне — «Дівчина з персиками» 1887 р. та «Дівчина, осяяна сонцем», 1888 р. Молодий митець сам ставив собі складні художні завдання і сам їх вирішував. Малювати дівчат з шляхетних родин дозволялось, але показ на публічних виставках забороняв вказівки їх імен і прізвищ. Тому в назвах картин вони такі «безіменні». Хоча нині відомо, що «Дівчина з персиками» — це донька мільйонера Сави Мамонтова — 12-річна Віра Мамонтова, а «Дівчина, осяяна сонцем», це двоюрідна сестра Сєрова — Маша Симонович, другий портрет якої 1895 р. пензля В. Сєрова прикрасив музей д'Орсе в Парижі.
Портретні замальовки Валентина Сєрова різні — від швидких, зі слідами переробок і затертих невдалих ліній до справжніх шедеврів, де не бажано вже жодного втручання, аби не зашкодити створеному образу і не погіршити технічні досягнення.

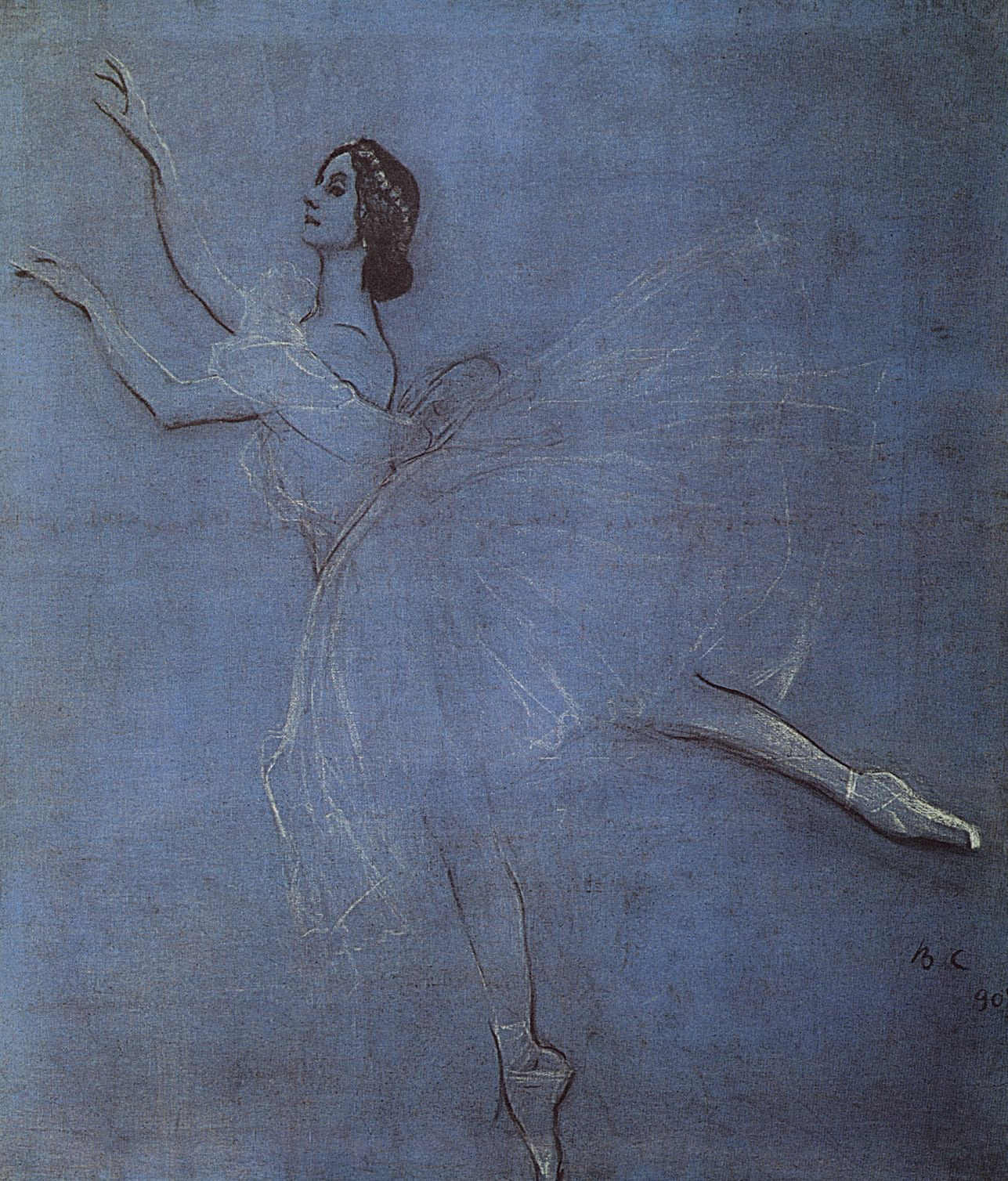
Афіша для балерини Анни Павлової, 1909
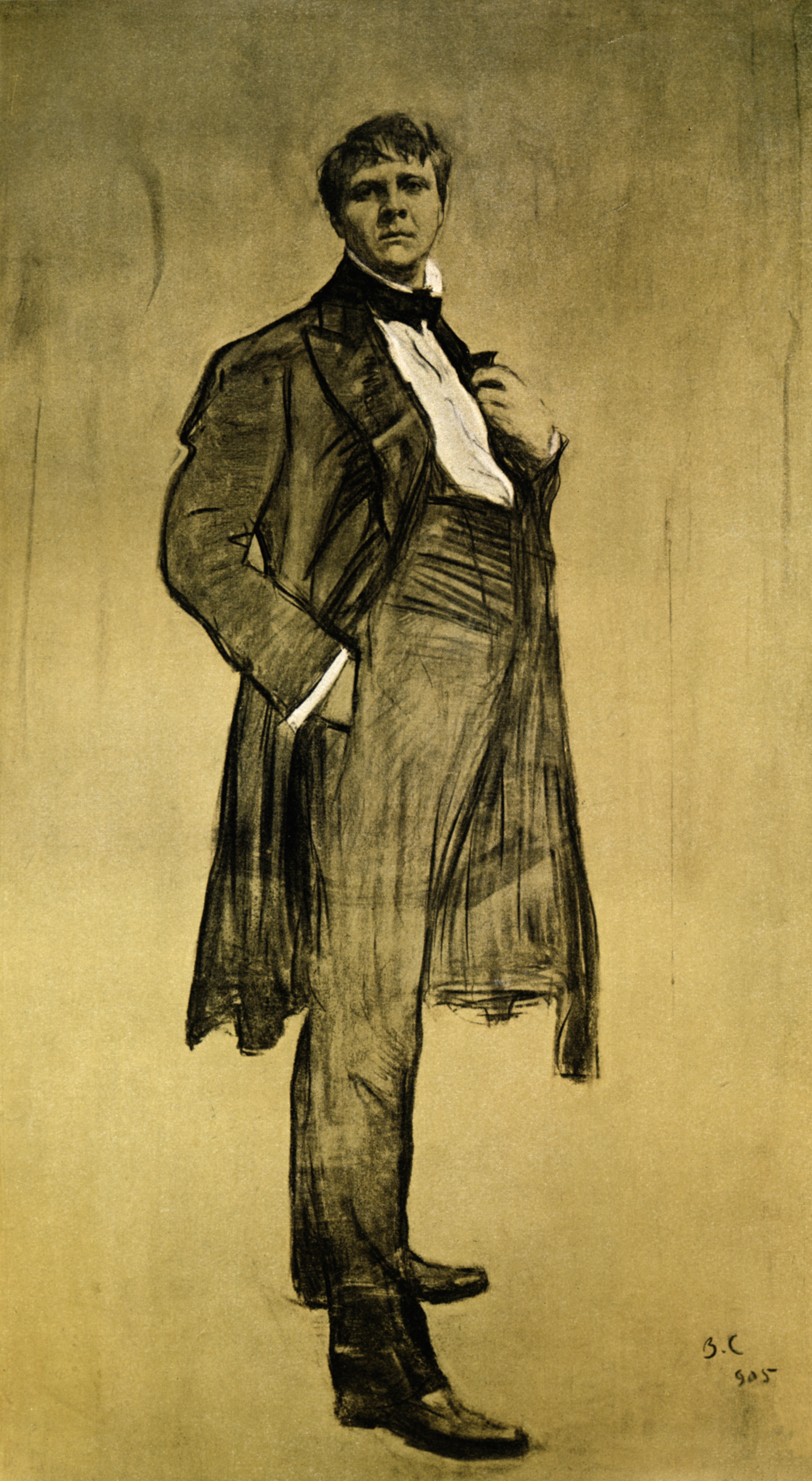
Портрет співака Шаляпіна, 1905
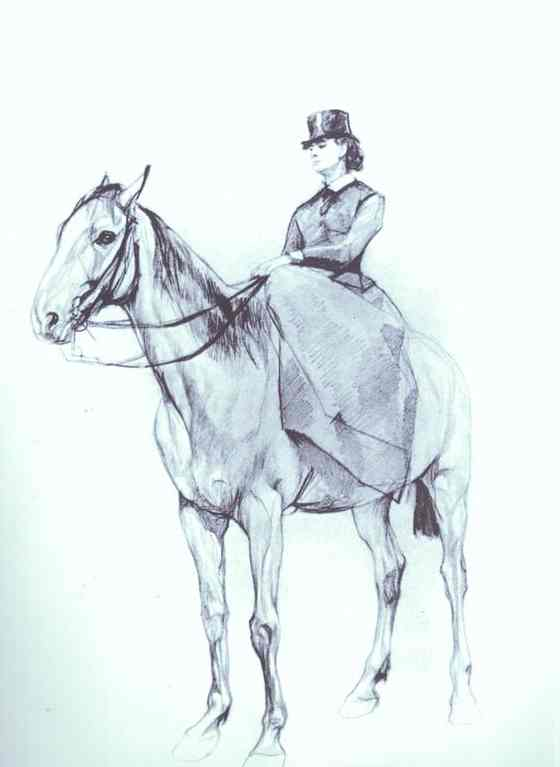
Марія Мамонтова верхи, 1884
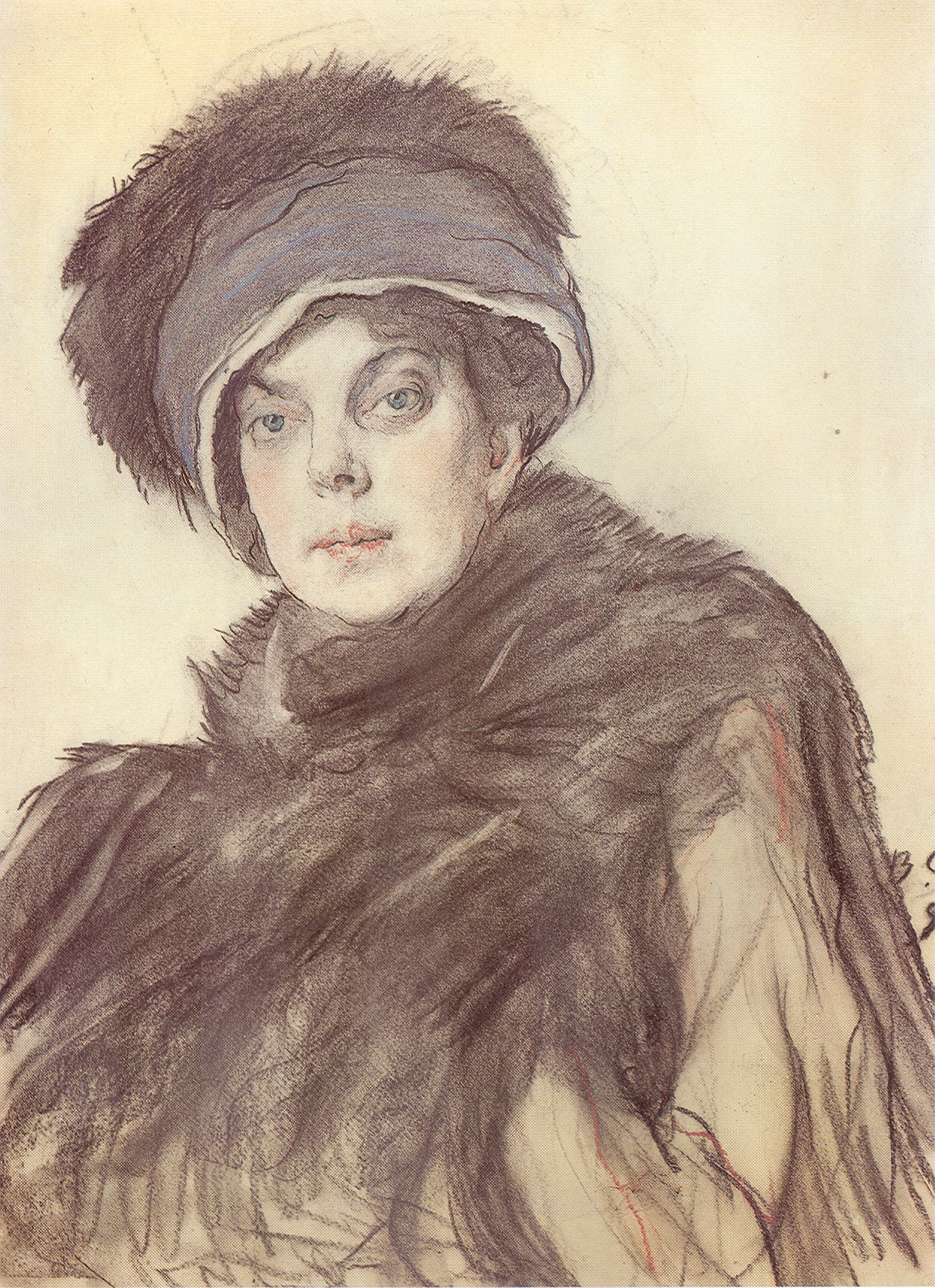
Ольга Орлова
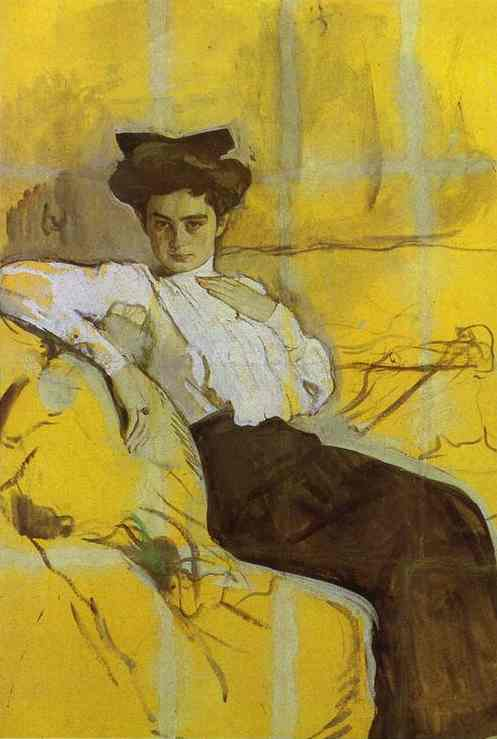
«Генріетта Гіршман», 1906
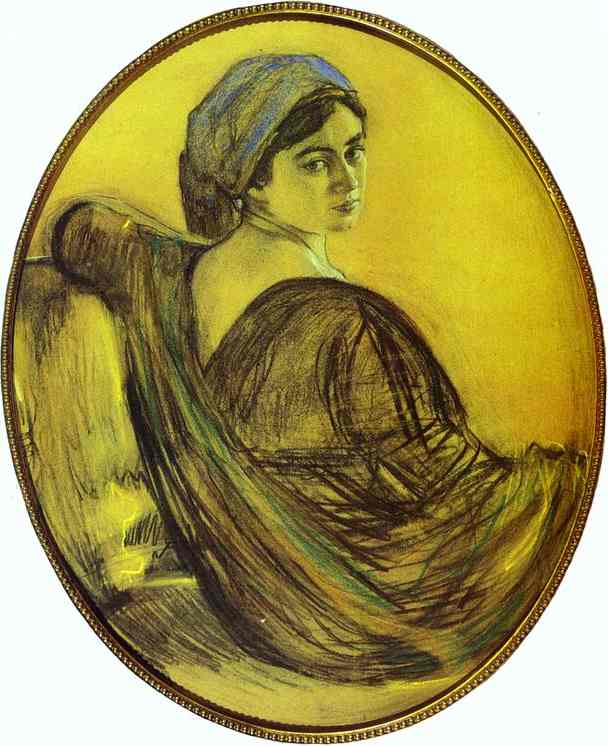
Ескіз до портрета
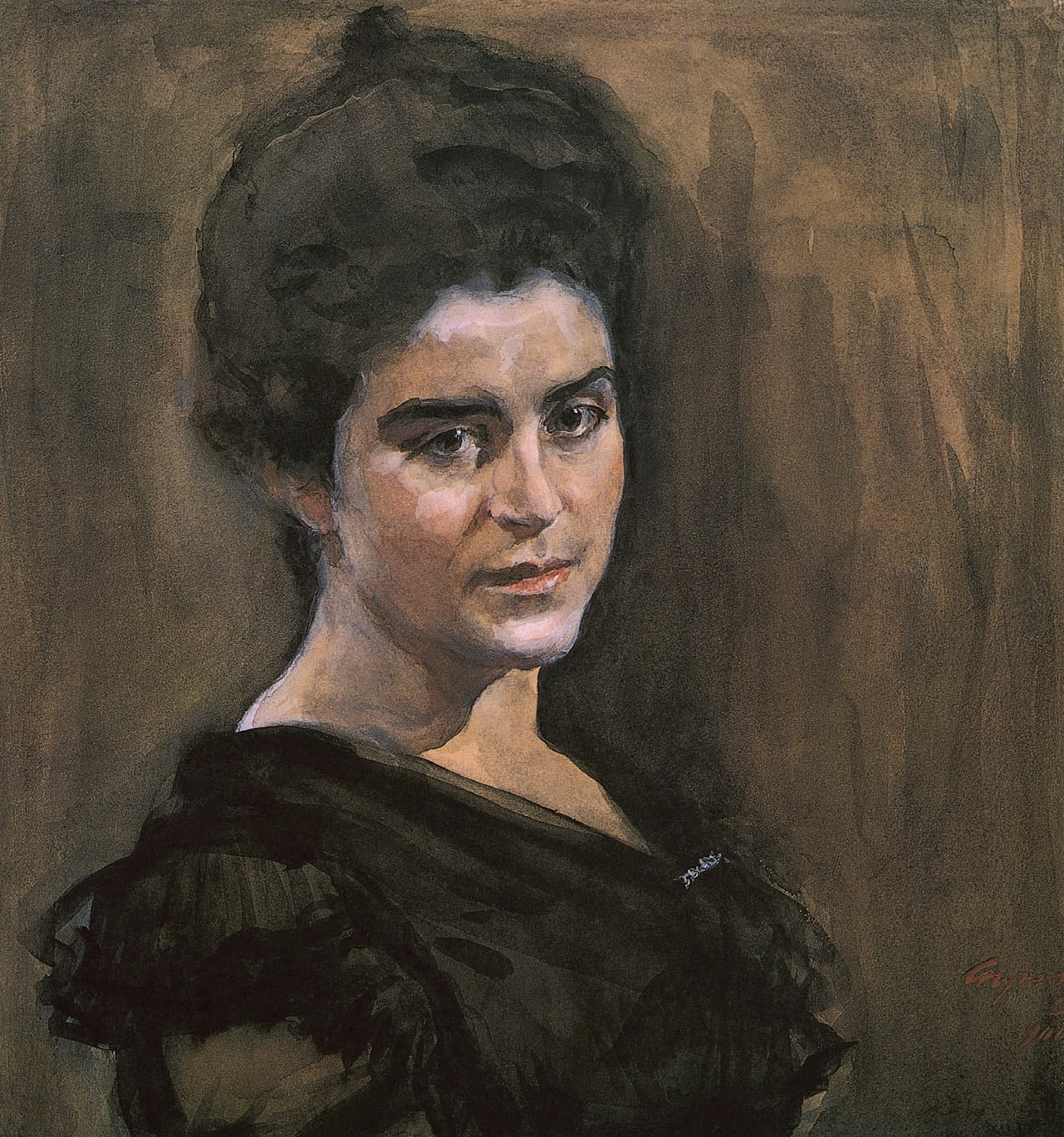
Портрет Софії Драгомирової (Сєров), 1900
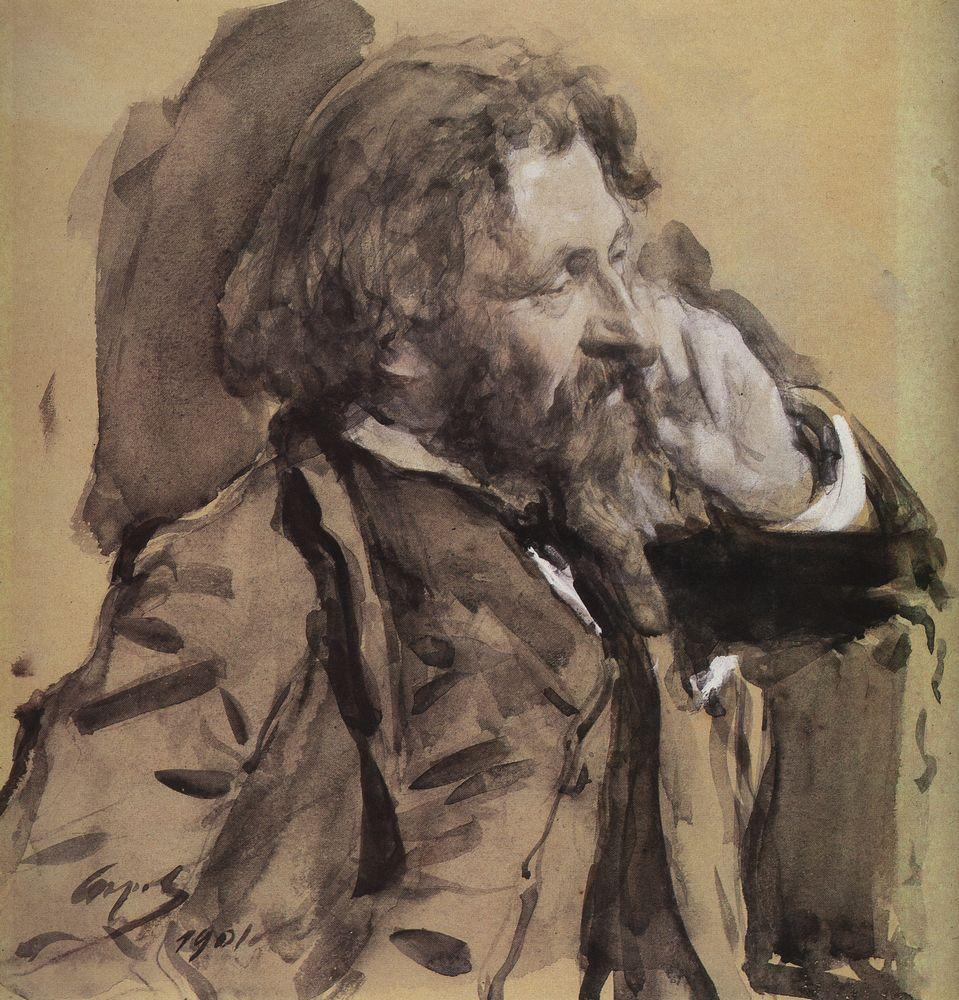
«Ілля Рєпін», 1901
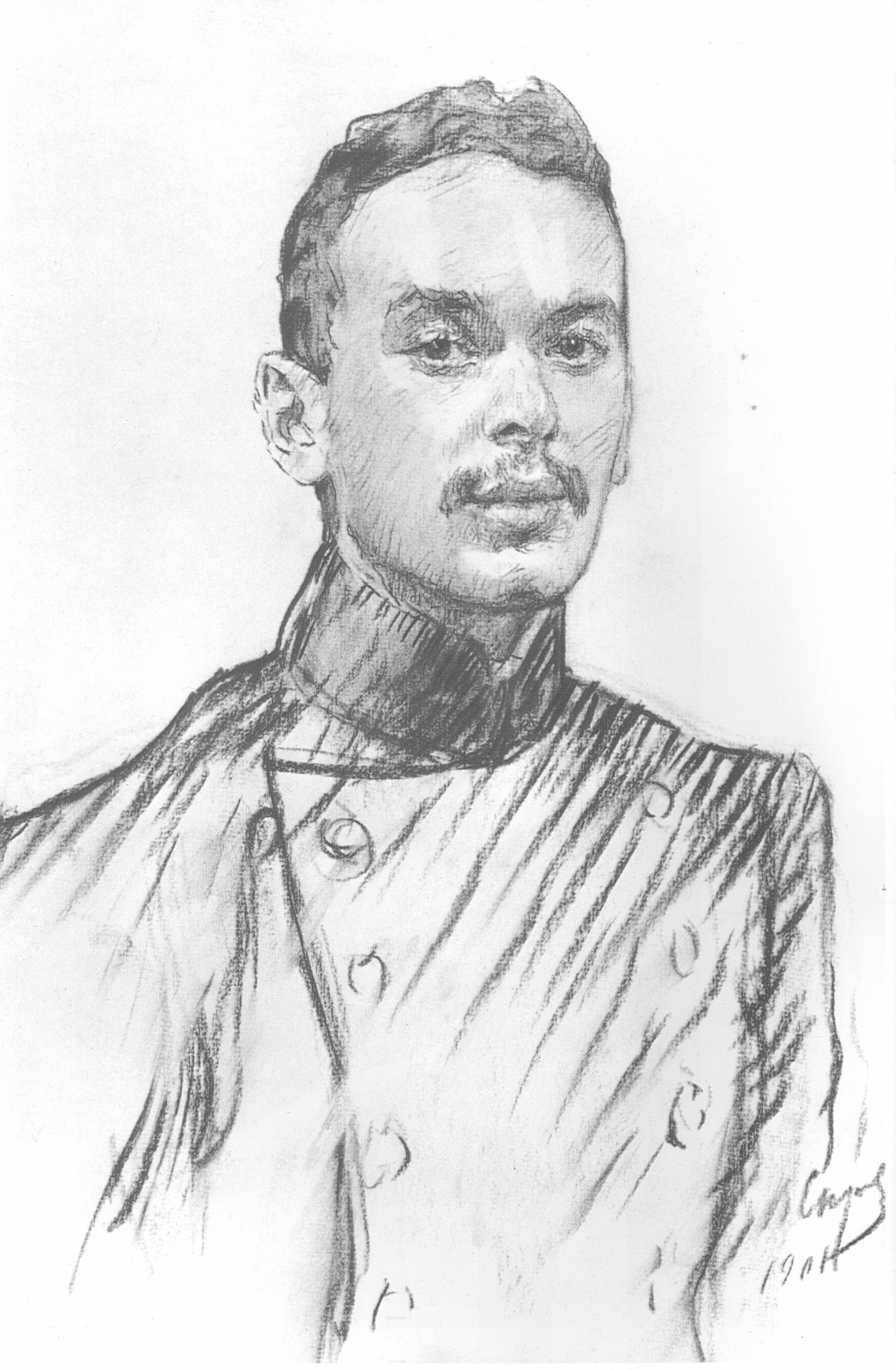
«Володимир фон Мекк»,  1901, Третьяковська галерея
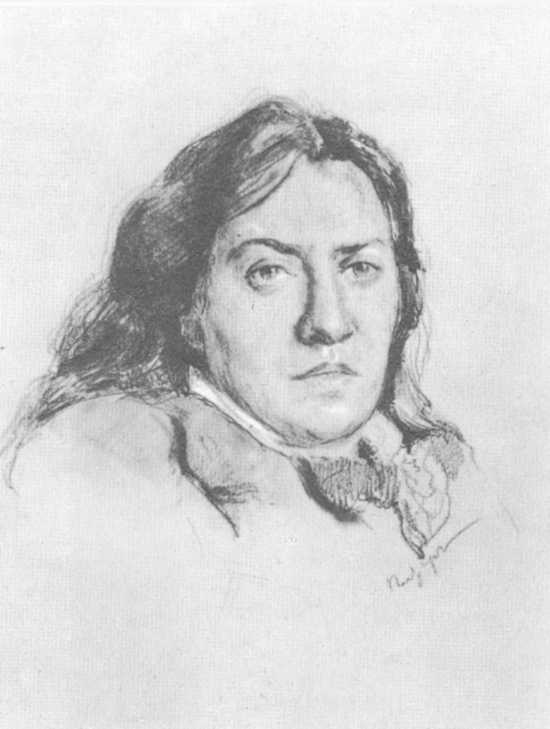
«Мати. Валентина Сєрова», 1880
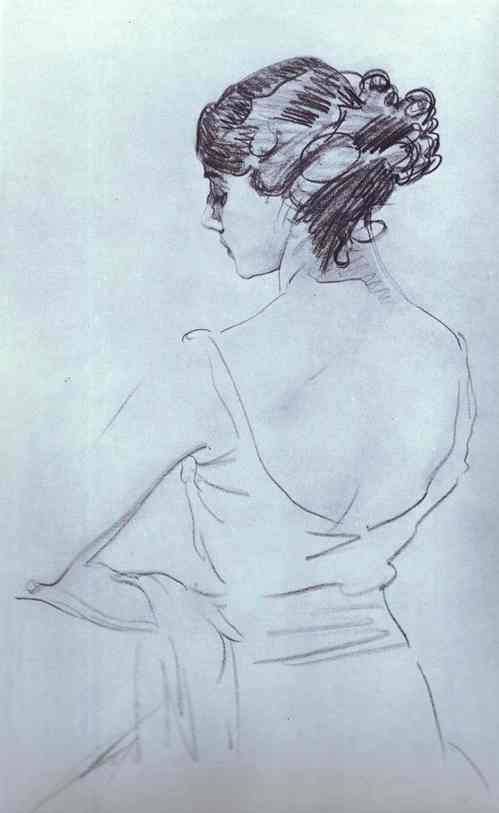
Валентин Сєров. «Балерина Тамара Карсавіна», малюнок 1909, Держ. Третьяковська галерея
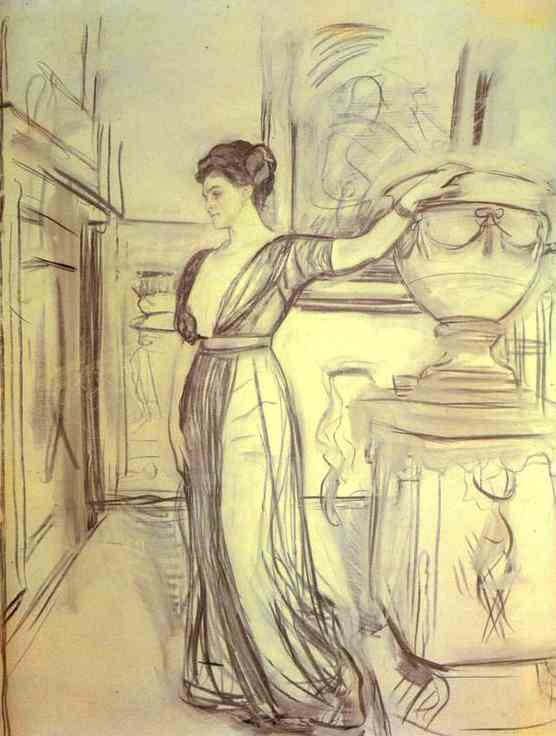
«Княгиня Поліна Щербатова», 1911, Держ. Третьяковська галерея
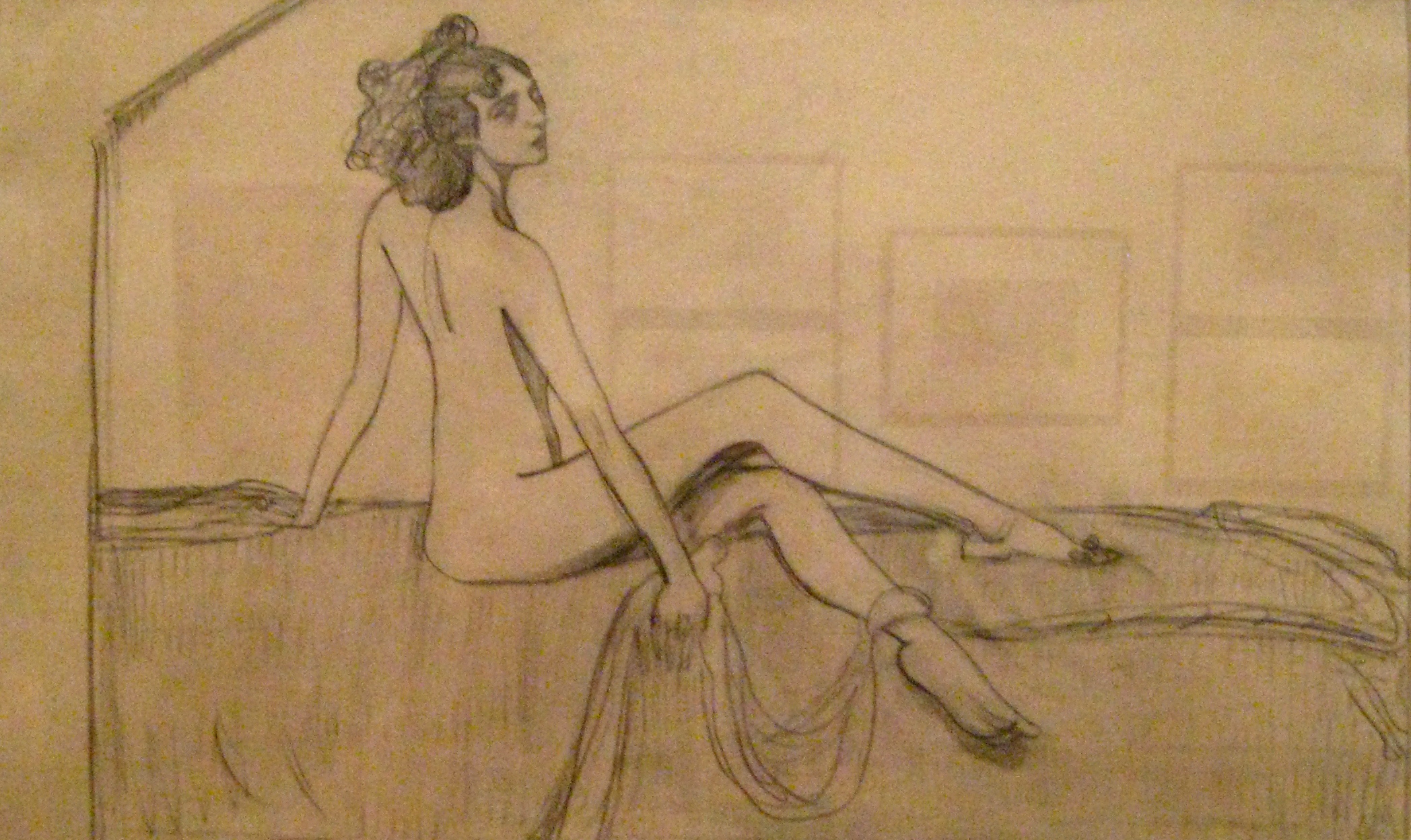
«Танцівниця Іда Рубінштейн», малюнок 1910, Держ. Третьяковська галерея
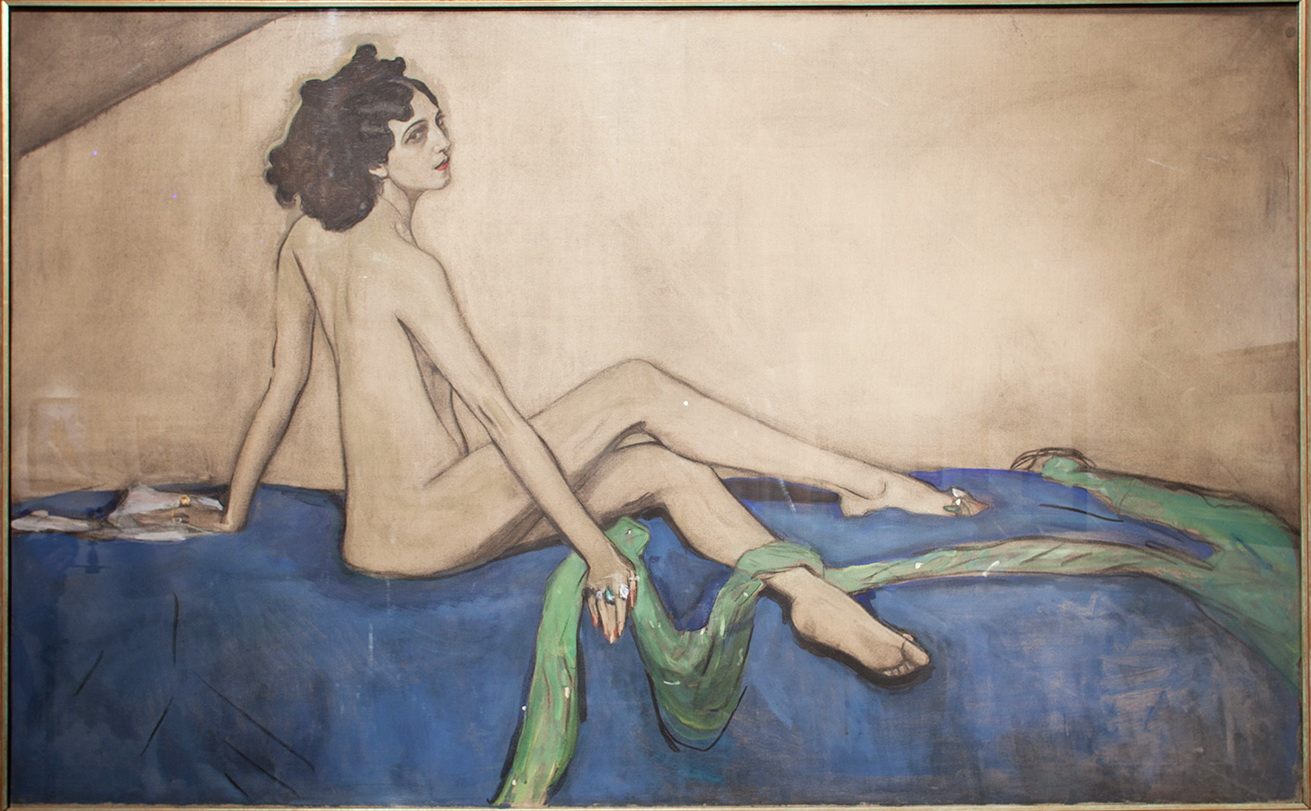
«Танцівниця Іда Рубінштейн», 1911, Держ. Російський музей
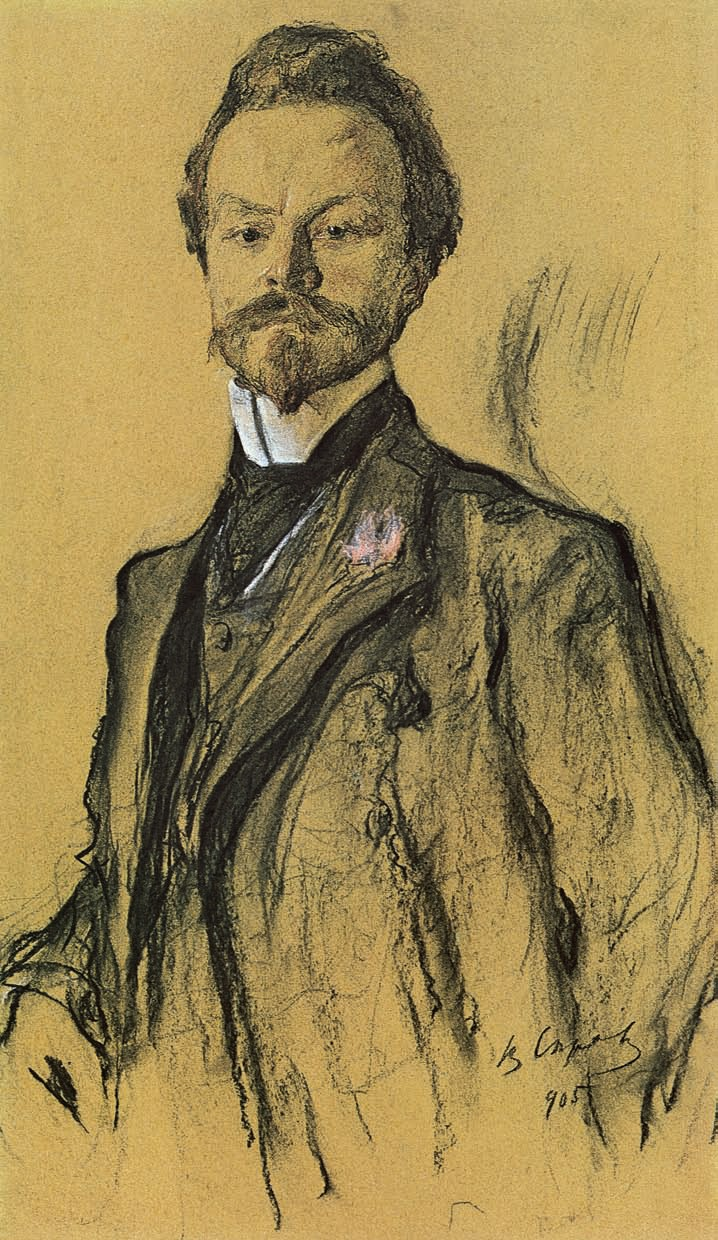
«Поет Костянтин Бальмонт», 1905, пастель, Держ. Третьяковська галерея
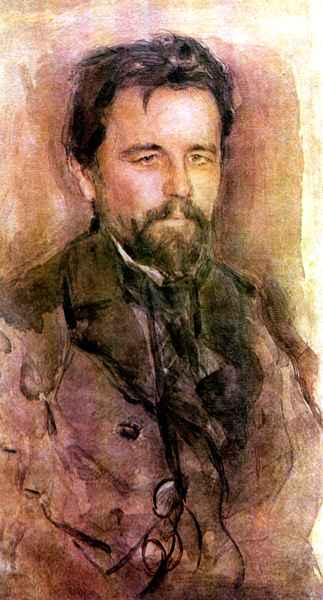
«Письменник Антон Чехов без окулярів», 1903
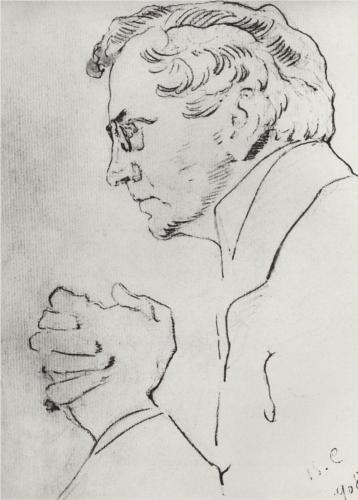
«Актор Василь Качалов», 1908
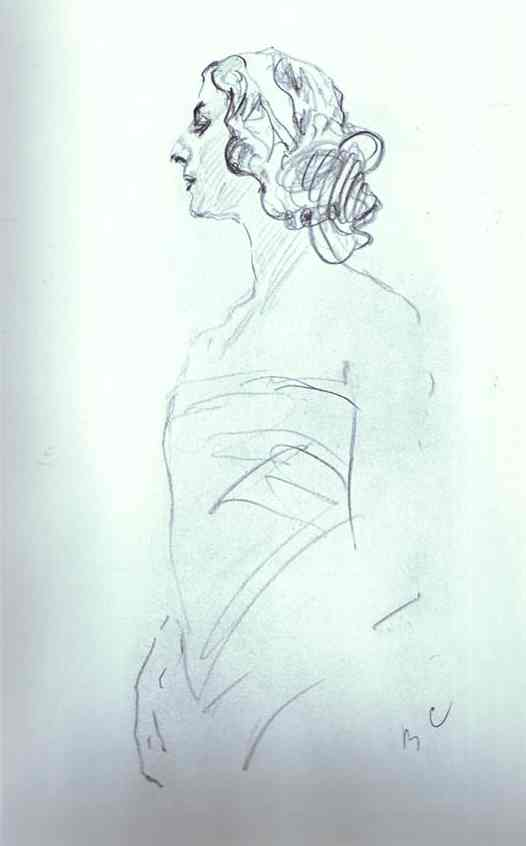
«Балерина Анна Павлова»,  1909
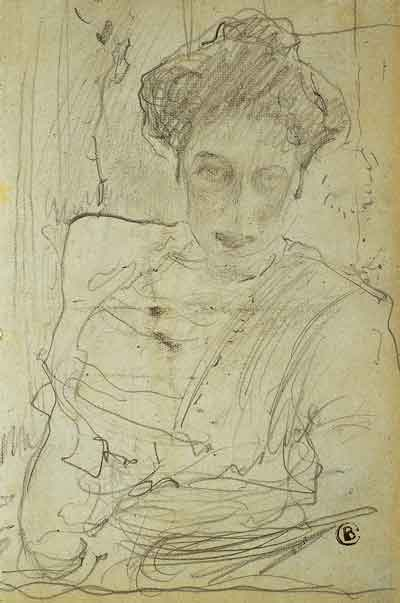
«Пані Морозова», 1910
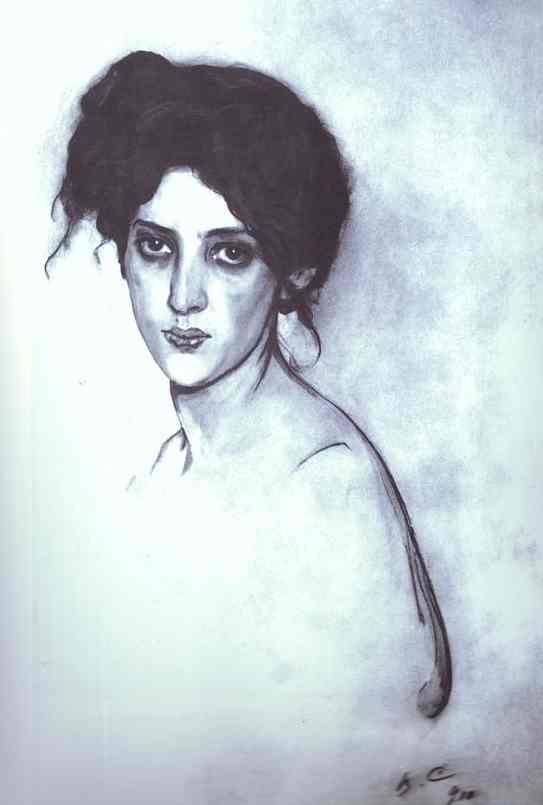
«Ізабела Грюнберг», 1910
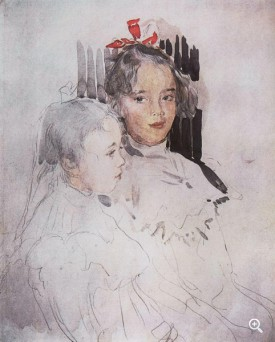
«Діти Боткіна», 1900

Зростаюча майстерність Сєрова-портретиста зробила його авторитетним і модним портретистом. До нього звертаються приватні особи, видавці, приятелі і чужі люди, котрі ніколи не входили до кола близьких чи друзів. Малюнок «Поет Костянтин Бальмонт», створений 1905 року, був замовою Н. П. Рябушинского для журналу «Золотое руно». Це була звична практика видавців чи володарів видань початку 20 ст.
Відомий ганебний вчинок з художницею Войтинською. Вже в молоді роки Надія Войтинська дивувала петербурзьких знайомих і діячів мистецтва майстерністю створення літографій та портретним мистецтвом. Вона не робила підготовчих малюнків, як інші, а працювала безпосередньо на самому літографському камені. Бо мала тверду руку і здібності до психологічних характеристик моделей. Прискіпливий Ілля Рєпін схвально поставився до літографського портрета того ж Корнія Чуковського, коли побачив привезений йому відбиток. Але вийшла нова неприємність: тепер із художницею посварився видавець Сергій Маковський, чи то через ідейні розбіжності, чи то через бажання не платити молодій художниці, що він і зробив. Тому в журналі «Аполлон» був надрукований лише один портрет роботи Надії Войтинської — «Гумільов Микола Степанович», перший чоловік Анни Ахматової.
Навпаки, Сєров стає «дорогим» художником, портретуватись у якого почала низка російських багатіїв, аристократів і навіть сам цар Микола II. Черга різних характерів, серед яких і впливові, і відверто неприємні, спричинила і різний підхід до них у Валентина Сєрова. Він, наприклад, обережно відтворює всі індивідуальні риси обличчя Победоносцева К. Н., ніби величного і тоді досить впливового. Однак не приховуючи ні його старечої виснаженості, ні небезпечної загрози, що походила від цієї особи. Як зразок холодної елегантності подав Сєров княгиню Поліну Щербатову в оточенні розкішної зали з картинами і мармуровою вазою (1911 р. Держ. Третьяковська галерея).
Риси світської елегантності, модності і порожньої загадковості притаманні зображенням пані Генрієти Гіршман (темпера, 1906 та 1907 рр.). Усі злами і капризи російського декадансу присутні в віртуозному малюнку танцівниці Іди Рубінштейн, провокативному, нарочито оголеному (малюнок в 1910 р., Третьяковська галерея, картина — Держ. Російський музей). Характеристики в портретах Валентина Сєрова не такі парадоксальні, як у Михайла Врубеля, але досить гострі, приховано неприємні, іноді сатиричні. Портретуватись у Сєрова багатії вважали небезпечним.
Зовсім інші характеристики притаманні дитячим портретам Сєрова — з їх щирістю, пафосом відкриття нового, очікуваннями свят, коли радість викликають нова лялька, цукерки чи театральна вистава, якщо їх вивозять в театр незрозумілі дорослі. Діти в портретах Сєрова водночас і фіксація їх вікових ознак, і милування технічним багатством малювальника, зустріч з ще одним оригіналом багато обдарованого художника. Поважне ставлення до дітей В. Сєров зберігав як до власних, так і до чужих, з якої б родини вони не походили. Дитячі портрети Сєрова рано стають предметами копіювання іншими майстрами.
Своєрідний підхід зберігають і численні портрети літераторів, композиторів, художників, акторів. Автор подає їх з повагою до їх обдарування і творчості, вони ніби поставлені на якийсь п'єдестал, підняті над тривожною реальністю Російської імперії між революціями 1905–1917 років. Так, візуальний п'єдестал Сєров відтворить довгою, темною сукнею в портреті уславленої тоді актриси Марії Єрмолової (1905 р., Держ. Третьяковська галерея).

## Матеріали і техніки
Позбавившись академічних впливів, Сєров продовжив вивчення графічних технік самотужки. Відома його подорож до Франції, де він разом із художницею Н. Я. Симонович-Єфімовою вивчав олівцеві малюнки французьких художників 16 ст. в замку-музеї Шентійї. Значні розбіжності в технічному виконанні малюнків-портретів були вже у Ореста Кіпренського, російського попередника Сєрова. Вже у Кіпренського були і швидкі замальовки, і цілком закінчені олівцеві малюнки, і проміжні варіанти, і портрети-аналоги живописним творам, розфарбованих кольоровими пастелями. Цим же шляхом пішов і Сєров.
Зараз, коли графічний спадок художника вивчений, розібраний по роках, він постає еволюційно логічним і досить досконалим. Не так було за життя митця. Відомо, що Сєров використовував різні сорти паперу — від дешевих альбомів до найдорожчих, закордонних, серед яких «Кансон» та «Енгр», шерехатих, тонованих, з уславленими водяними знаками, коронами тощо. Досконалість виконання портретних малюнків і алюзії на старовинні техніки помітили майже всі, серед них і С. Ернст Сєров зберігав красу якісного сорту паперу і ніби доповнював його якості майстерно виконаним малюнком.
Валентин Сєров не мав залізного здоров'я і працював в досить різних настроях і умовах. Нові композиції малюнків потребували напружених пошуків і проходили через низку невдалих варіантів. Аби зберегти вдалі фрагменти, художник використовував напівпрозорий папір і техніку калькування (копіювання). На маловдалий малюнок накладав напівпрозорий аркуш і обводив на новому всі вдалі частини. Невдалий варіант викидав, а продовжував пошуки на новому аркуші. Щось подібне робив і французький художник Едгар Дега, надто вибагливий до якостей власних малюнків.
Валентин Сєров безжально видирав невдалі малюнки чи варіанти і викидав їх в сміття. Але сам — малював багато і довго. І навіть після знищення невдалих малюнків, в його альбомах все одно залишалось чимало вдалих

## Стародавня Греція

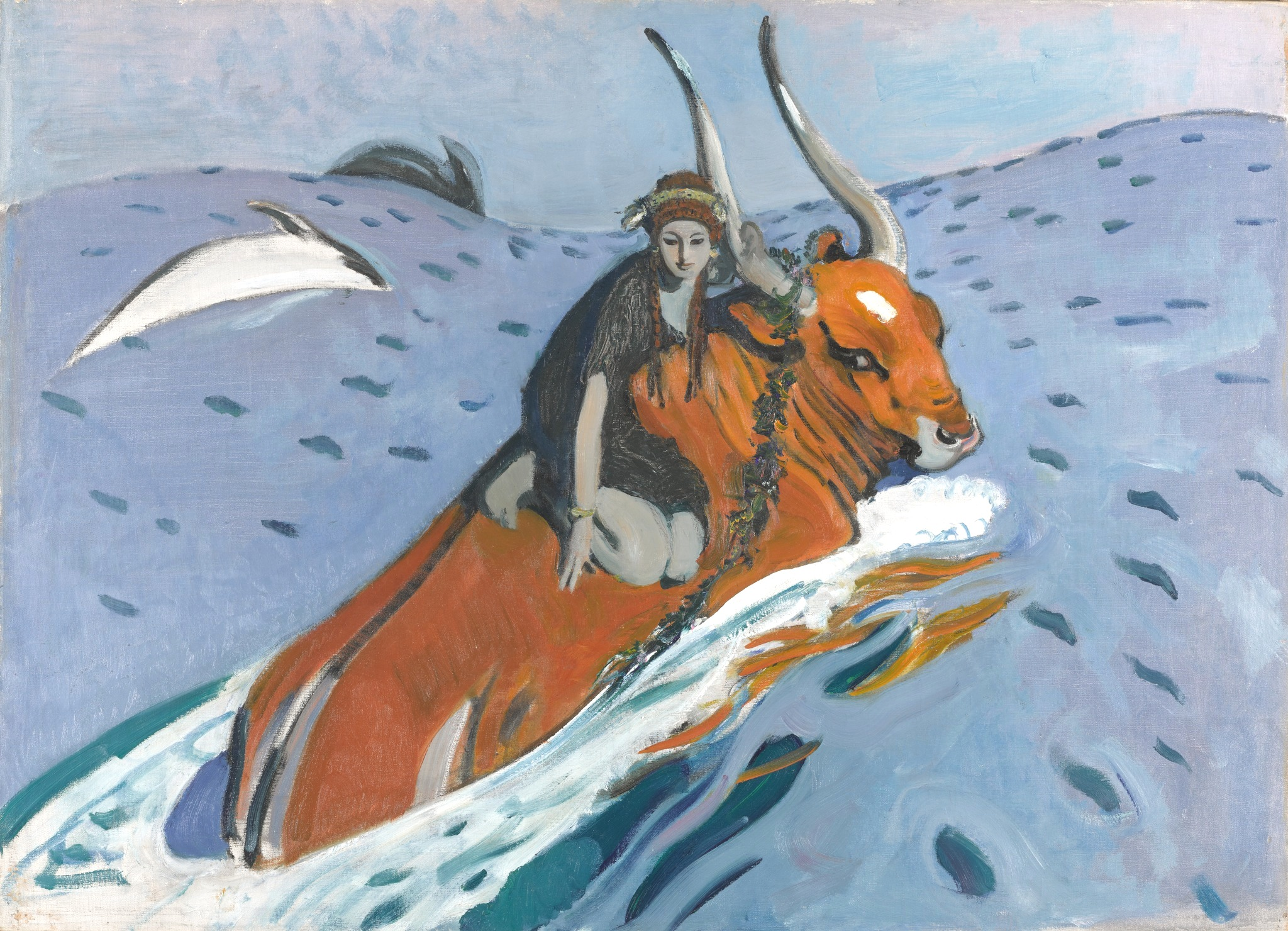
Викрадення Європи (Сєров), 1910

Сєров повернувся з подорожі до Греції у 1907. Формально уславлений на той час художник їздив на натуру, тобто хотів побачити реальні грецькі краєвиди, грецькі камені і рослини, залишки античних міст. Його запросили зробити панно в новобудованому Музеї красних мистецтв в Москві(по зміні назви став Музей образотворчих мистецтв імені Пушкіна). Панно призначалося для створення відповідної атмосфери Відділу античних відливків скульптури.
В цей час набули міцності процеси перегляду мистецтва Стародавньої Греці. Митці різних країн жадібно вивчали твори різних періодів історії Греції і відтворювали імпульси призабутих епох в своїх творах(античні теми у Пікассо, Івана Мештровича, пізніше у Антуана Бурделя, Арістида Майоля тощо). Сєров, що відвідував Париж, добре знав про ці пошуки і сам робив спроби розкрити імпульси, що йшли від контактів культур Сходу і Заходу, від періферії і столиці, архаїчного і сучасного.
Античність Сєрова надзвичайно наближена до реальності і навіть побутовості. В картині «Одісей і Навзікая» мотив античного оповідання трактований з незвичною простотою і без жодних слідів академізму, що монополізував античність на той час. Навзікая править колісницею, а він поспіша за нею, наскоро замотавшись у одяг, що та йому дарувала. Зближені тони картини малюють реальне узбережжя. І лише хмари, осяяні сонцем, дивують як свято порятунку героя.
Шедевром стало полотно «Викрадення Європи». Сєров звернувся до техніки гуаші, що нагадувала фреску. Було зроблено декілька варіантів композиції, бо Сєров намагався зробити максимально лаконічну композицію. Це йому вдалося, і він відтворить сюжет ще і в скульптурі (теракота, 1910 рік).

## Пошуки в монументальному

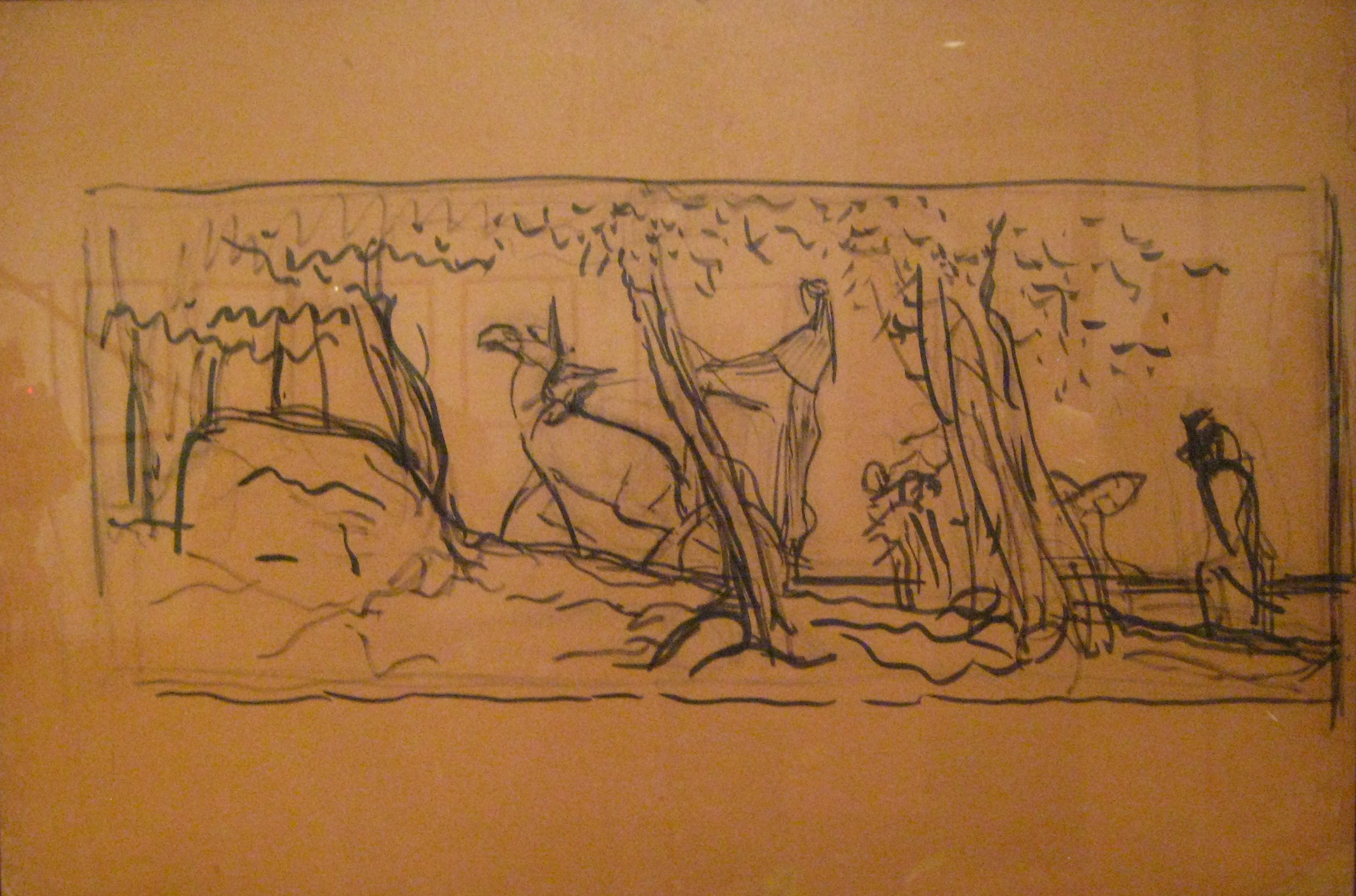
«Одіссей і Навзікая», малюнок композиції

Перші спроби у Сєрова в монументальному відносяться до середини 1880-х. У 1885 він створив полотно «Георгій Змієборець». Воно було повторенням його ж майолікового панно по замові Сави Мамонтова для декору однієї зі станцій Ярославської залізниці
Нова спроба відбулася в 1887, коли художник отримав замову на розпис плафона в дерев'яному помешканні родини Селезньових під містом Тула на тему «Аполлон-Феб». Але художник був ще скутим канонічними чи нормативними настановами (візантійськими, ампірно-салонними).
Сєрову пощастило попрацювати над панно «Куликово поле» для Історичного музею в Москві. Але реалізувати задум в 1894 не вдалося. Незважаючи на невдалі спроби, Сєров не припиняв їх. Цілком успішними вони будуть в театральних декораціях (вистава опери «Юдиф» композитора А. Н. Сєрова). Серед них — театральна завіса до балету «Шехерезада» М. Римського-Корсакова Але ефемерне театральне мистецтво зникає, часто безслідно.
Унікальний характер мали б і стінописи Сєрова в парадній їдальні особняка Носова в Москві, котрий довірили декорувати Мстиславу Добужинському та Валентину Сєрову. За ескізами Сєрова тут мали б з'явитися сцени з «Метаморфоз» Овідія, а у митця була реальна можливість позмагатися з майстрами-декораторами Італії доби бароко. Античність Валентина Сєрова була більш архаїчна і декоративна. Звідси в його ескізах сатири в позах атлантів, тропічна рослинність, Афродита у вигляді скульптури, що прикрашає фонтан… Про інтенсивність пошуків якраз і свідчили численні малюнки, ескізи в техніках акварелі і гуаші, нарешті — композиції олійними фарбами на теми «Викрадення Європи» та «Одіссей і Навзікая». За міфом сама Афіна надіслала Навзікаю, принцесу-доньку царя Алкіноя, на берег моря, аби врятувати героя. Хода врятованого Одіссея за колісницею Навзікаї мала надати залі особистого настрою причетності до античності і її світлих, неагресивних якостей.
Але не судилось. Валентин Сєров помер в грудні 1911. Він встиг менше, ніж обіцяв його талант, менше, ніж міг би.

## Друкована графіка

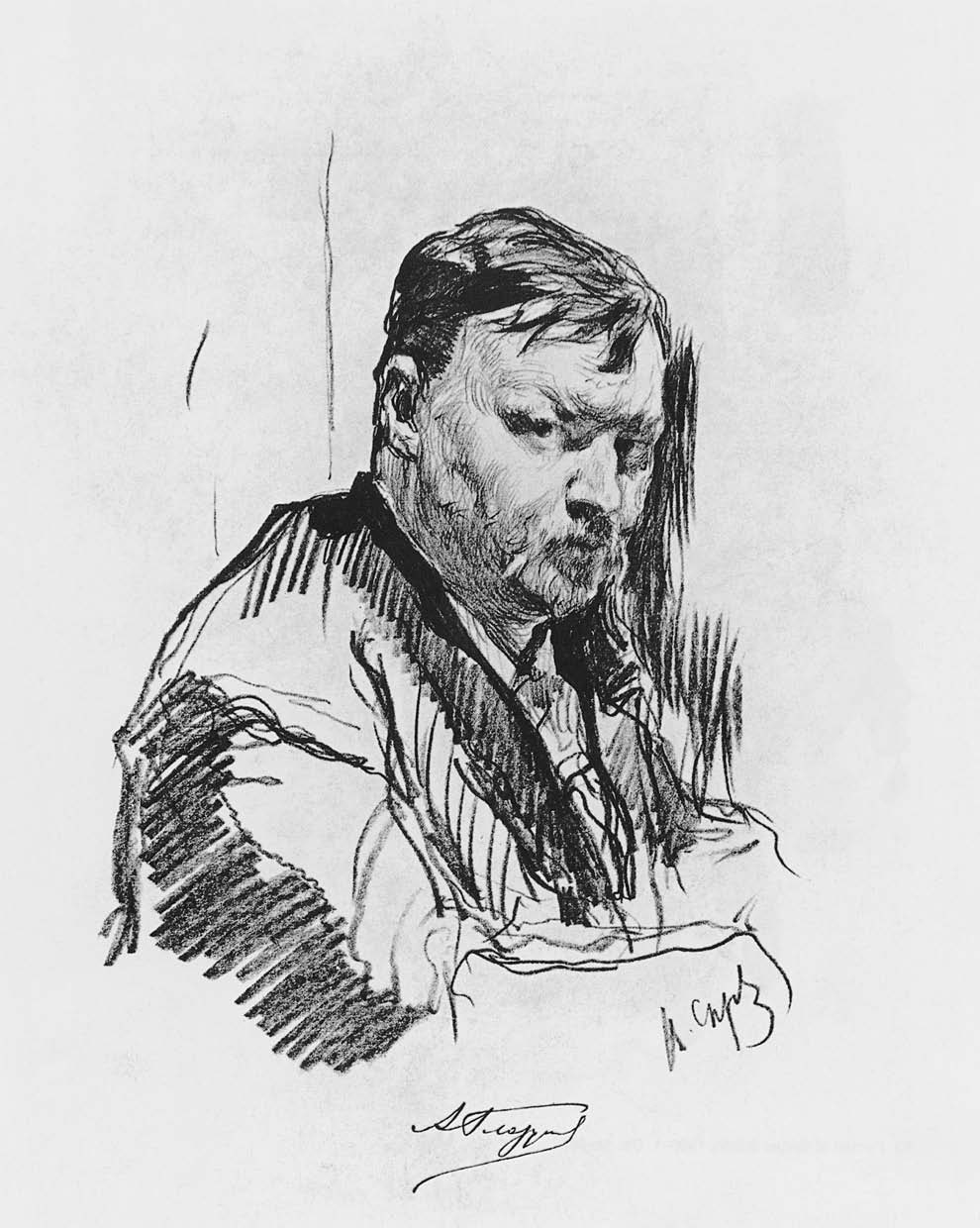
«Портрет композитора Олександра Глазунова», літографія, 1899

Друкована графіка Валентина Сєрова — найбільше наближена до малюнків художника. Адже вона досить точно зберігала всі індивідуальні особливості малюнків автора, додавши до них наклад, тобто можливість збільшення відбитків. Валентин Сєров рано познайомився із технікою офорта. Але почав займатися офортом, а згодом і літографією, лише в 1890-і під впливом Мате Василя Васильовича, на той час професора Імператорської Академії мистецтв.
В попередні роки в офорті (у графіці взагалі) бачили лише засіб передати графічними засобами композиції і особливості чужого живопису, графіка слугувала дешевим ілюстративним засобом для популяризації живопису. Друкована графіка в Російській імперії переживала кризу і була в полоні у другорядних митців. Робив це і Василь Мате, але робив і спроби відродити самостійність друкованої графіки як окремого різновиду мистецтва. В повній мірі це вдалося лише сучасникам та учням Мате — закоханим в графіку представникам товариства «Світу мистецтва», Михайлу Врубелю, Мстиславу Добужинському, Івану Фоміну, Вадиму Фалілеєву, Валентину Серову. Останній зробив більше десяти офортів, сміливо повернувши техніці її втрачену колись самостійну художню вартість. Серед них такі:
- «Портрет співака Федора Шаляпна в ролі Івана Грозного» (1897)
- «Портрет професора Василя Мате біля столу» (1898)
- «Портрет професора Василя Мате в пальто і капелюсі» (1899)
- «Портрет Олексія Степановича Хомякова» та ін. Хомякова він не бачив, а виконав власний офорт за портретом пензля Е. Дмитрієва-Мамонова середини 19 ст.

В цей же період він виконав в офорті і власний автопортрет — буденний, з тривожним поглядом, відверто непарадний і неідеалізований (1898).
Друковану графіку Валентина Сєрова умовно поділяють на окремі цикли за тематикою:
- портрети
- анімалістичні замальовки
- сільська тема

У сільській темі — п'ять офортів («Жовтень», «Сільський хлопчик з куркою», «Селянка з конем», «Сільська родина з дитиною в бричці», «Лошатко»). Відбитки за життя художника не були чисельними. На щастя були збережені мідяні дошки, котрі потрапили в збірки Російського музею та Третьяковської галереї. Більшість сучасних відбитків сільської тематики створена вже 1940 року Дубровим та Захаровим з дощок Російського музею.
До техніки літографії майстер звернувся лише 1899 року. Всі вони — по замові журналу «Світ мистецтва», котрий давав на власних сторінках портрети чимось відомих тоді осіб. Тобто всі вони — портрети, часто виконані в редакції журналу:
- «А. П. Нурок» (1899)
- «Д. В. Філософов» (1899)
- «Анна Остроумова Лебедєва» (1899)
- «Портрет композитора Олександра Глазунова» (1899)
- «В. П. Протейкінський»
- «Рєпін Ілля Юхимович» (1901)
- «Л. Н. Андрєєв» (1909)

Ранні літографські портрети роботи В. Сєрова були оприлюднені в 1900 в окремому альбомі «15 літографій російських художників» як додаток до журналу «Світ мистецтва».